# Fluido oleohidráulico
La misión de un fluido oleohidráulico es la de transmitir la potencia hidráulica producida por la bomba a uno
o varios órganos receptores, al mismo tiempo que debe lubricar las piezas móviles y proteger al sistema de la
corrosión, limpiar y enfriar o disipar el calor. Además de estas funciones fundamentales, el fluido
oleohidráulico debe cumplir con otros requerimientos de calidad.

## Requerimientos

### Viscosidad

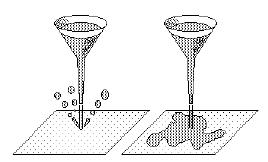
Representación de la Viscosidad.

Es la característica más importante de un fluido, por medio de la cual se obtiene su capacidad física de lubricación.
Se puede definir como la resistencia interna que ofrecen entre sí las moléculas al deslizarse unas sobre otras.
Esta definición viene a ser la expresión de la Ley de Sir Isaac Newton, formulada en 1668, por la que se
determina la necesidad de emplear una fuerza para vencer la resistencia de fluencia de un líquido, que es
similar a la resistencia al deslizamiento de un sólido.
La fluencia de un líquido se denomina laminar cuando el deslizamiento de las láminas líquidas que
conforman el fluido en movimiento se comportan como las láminas (cartas) de una baraja, al deslizarse unas
sobre otras. Si éstas se deslizaran sin ningún rozamiento (en el caso de láminas líquidas), el fluido sería
perfecto, es decir, sin viscosidad.
Cuando existe frotamiento entre láminas vecinas aparece la viscosidad. En estado de reposo no se distingue
un líquido perfecto de uno viscoso. La viscosidad se manifiesta si se le provoca un movimiento interno
mediante algún medio: escurrimiento, caída de un cuerpo pesado o ascensión de uno ligero en el seno del
líquido, etc., en donde el fluido opone una resistencia al deslizamiento interno de sus moléculas.
La viscosidad depende fundamentalmente de la naturaleza o base del lubricante (nafténica, parafínica, mixta,
etc.), como también de la temperatura y la presión, siendo estos dos últimos parámetros los que más afectan al aceite.

#### Viscosidad Dinámica
Representa la viscosidad real de un líquido y se obtiene mediante un sistema de depresión de precisión. Se
mide el tiempo necesario para llenar de abajo hacia arriba una cavidad unida a un tubo capilar, pero situada
por encima de él, de forma que el fluido analizado pasa primero por el tubo (por aspiración) para entrar a
continuación en la cavidad de una unidad.

#### Viscosidad Cinemática

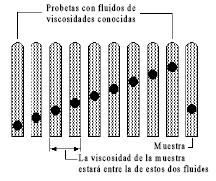
Viscocimetro de caída de bola.

Se define como el tiempo que demora en pasar el líquido de arriba hacia abajo (por su propia masa).
La medida de la viscosidad se realiza mediante unos aparatos denominados viscosímetros. Los hay de
diferentes tipos: caída de bola, Engler, Saybolt, Redwood, etc. Todos ellos están basados en la caída del fluido
a una temperatura determinada. En todos, el tiempo de caída de una determinada cantidad del fluido a testear,
multiplicado por la constante del aparato, proporcionará directamente la viscosidad en grados Engler,
segundos Saybolt, segundos Redwood, etc.
La figura muestra un viscosímetro de caída de bola, en el cual se obtiene la viscosidad relativa del fluido a
testear en función de las viscosidades conocidas de otros fluidos.
- Un incremento de viscosidad indica una polimerización del fluido, probablemente debido a una alta temperatura o a una acidificación, por oxidación con formación de lacas.
- Una caída de viscosidad, indica una ruptura de polímeros (acompañada de un descenso del índice de viscosidad), o bien, una posible dilución de otros productos (disolventes, gasolina, etc.) con un apreciable descenso del punto de inflamación.

En ambos casos se debe tener en cuenta en los sucesivos rellenados del circuito, en los que, por error, se ha
podido introducir un fluido con mayor o menor viscosidad.
En general un incremento/caída de viscosidad máximo, del orden del 20 al 25 %, según casos, debe considerarse como límite de utilización.

#### Índice de Viscosidad
Se define como un coeficiente que permite juzgar el comportamiento de la viscosidad de un fluido; está en
función de la elevación o disminución de la temperatura a que está sometido el fluido. En el lenguaje común, la denominación S.A.E., seguida de un número, se utiliza corrientemente para designar el índice de viscosidad de un aceite. Cuanto mayor sea el índice de viscosidad, tanto menor será la variación de la viscosidad de este con las variaciones de temperatura.

#### Viscosidades más comunes[1]
Las viscosidades cinemáticas más utilizadas en aceites hidráulicos son ISO VG 32, ISO VG 46 y ISO VG 68.
- ISO VG 32 se usa cuando se requiere un fluido más ligero (por ejemplo, para arranques en frío o climas fríos).
- ISO VG 46 es la opción más versátil y común en condiciones de temperatura moderada.
- ISO VG 68 se elige para temperaturas más altas o cargas de trabajo pesadas, gracias a su mayor consistencia.

### Punto de Inflamación
Se denomina así a la temperatura en la que los vapores de la superficie del fluido se inflaman al contacto con
una llama, y que desaparece al retirar la llama. Si se sigue subiendo la temperatura, se llegará a un punto en el
que el aceite seguirá ardiendo después de retirar la llama: es el punto de combustión.
Si se calienta el fluido hasta la temperatura adecuada, se llega a un punto en el que el aceite comienza a arder
espontáneamente, sin necesidad de acercarle ninguna llama: es el punto de autoignición o punto de
autoinflamación, el cual es muy superior a los anteriores.
Un descenso acusado del punto de inflamación indica una contaminación con disolventes, gasolinas, gasóleo,
etc., y también viene acompañado por un descenso de la viscosidad. Este caso suele ser raro en fluidos
hidráulicos, pero frecuente en aceites de motor. Es importante el dato del punto de inflamación puesto que da
una idea sobre la seguridad de la utilización de un fluido, tanto en cuanto a riesgo de fuego, como de
volatilidad y evaporación (humos).

### Punto de Congelación
Esta característica es una de las más importantes cuando los sistemas hidráulicos se destinan a trabajar a
temperaturas ambiente muy bajas. En efecto, desde que se pone en marcha el motor de la máquina, el fluido
debe estar en condiciones de circular inmediatamente a través de las tuberías. El punto de congelación viene ligado al desparafinado de los aceites, es decir, los aceites de naturaleza nafténica tienen puntos de congelación inferiores a los aceites de naturaleza parafínica. Para obtener el punto de congelación o de coagulación de un aceite, se puede obtener por enfriamiento (descenso de la temperatura) o por calentamiento progresivo. Los aceites sometidos a un descenso gradual de temperatura llegan a un punto en el que comienzan a
enturbiarse debido a la formación de microcristales de parafina. A esta temperatura se le denomina punto de
niebla (cloud point). A pesar de que el fluido aún mantiene su movilidad, este punto debe tenerse en cuenta en
ciertas aplicaciones tales como compresores frigoríficos, puesto que a partir de este punto pueden existir
dificultades con las válvulas y discontinuidad de película lubricante.
Si se continúa bajando la temperatura, los cristales de parafina aumentarán de tamaño, hasta llegar a un punto
en el que el fluido no presenta movilidad alguna: es el punto de congelación.
En general un aceite mineral no debe utilizarse a una temperatura inferior a 10 °C por encima de su punto de
congelación. Es decir, si un aceite tiene de punto de congelación -30 °C, no se utilizará a temperaturas
inferiores a -20 °C.

### Índice de Neutralización
Indica un estado de degradación del fluido. Los aceites hidráulicos poseen, inicialmente, una determinada
acidez que proviene del propio aceite base (mínima y prácticamente despreciable) y de los aditivos que
conlleva. Con el uso, al estar sometido a presiones y temperaturas elevadas, los aceites pueden sufrir un
proceso de oxidación, el cual va a degenerar en una acidificación. Esta acidez proveniente de la oxidación
que, a su vez, va a producir un ataque corrosivo a las piezas del sistema. Los aceites minerales, por su propia
naturaleza, son resistentes a la oxidación. Los restantes fluidos se comportan de diversas manera. No
obstante, todos los buenos fluidos hidráulicos llevan incorporados aditivos antioxidantes con el fin de retardar
al máximo este efecto.
Un incremento del índice de acidez del orden del 100 % sobre la acidez inicial es motivo de un estudio de sus
causas puesto que el incremento puede ser progresivo y acelerado (período de inducción).

### Poder Anticorrosivo
Los aditivos anticorrosivos combaten la acción de la humedad y el óxido sobre los órganos pilotos de un
circuito. Estos aditivos se interponen entre las superficies metálicas y el agua. Hay que reconocer que por muy
bien que esté concebido un circuito, igual entrará el agua.
Se ha observado que los circuitos de funcionamiento intermitente se ven más afectados por esta acción que los
sistemas de funcionamiento continuo.
Un fluido hidráulico, además de presentar una gran resistencia a oxidarse, debe poseer cualidades protectoras
para el sistema. El fluido deberá proteger de la corrosión al acero y a los metales amarillos (latón, bronce) que
pudiera tener el sistema, así como su inercia frente a los materiales sellantes (juntas), manguitos y latiguillos.

### Punto de Anilina
El punto de anilina de un fluido define su poder disolvente y permite prever aproximadamente su acción sobre
los sellos y las guarniciones interiores de las tuberías (flexibles).
Guarda una estrecha relación con el hinchamiento de los cauchos sintéticos por inmersión. Según sea el material con que están fabricados los dispositivos de estanqueidad o de revestimiento,
examinemos los fenómenos que pueden observarse por encima o por debajo del punto de anilina ideal.
Para un valor superior al punto de anilina ideal:
- Reblandecimiento
- Hinchamiento
- Disgregación del material.

Para un valor inferior:
- Endurecimiento del material.

### Índice de Desemulsión
..Se define como la menor o mayor facilidad que presenta un aceite para separarse del agua que pudiera
contener. El agua y el aceite dan origen a las emulsiones, de las cuales se derivan unos lodos sobre los que se
van fijando las impurezas y diferentes partículas arrastradas por el aceite.
La presencia de agua en aceites minerales es siempre perniciosa, y es muy crítica en los fluidos de transformadores, máquinas frigoríficas, instrumentos de precisión, etc. En general es rechazable en todos los casos por los problemas de corrosión que produce, rotura de película lubricante y variaciones de viscosidad. Un contenido en agua, en emulsión estable, del 0,3 al 0,5 %, puede ser crítico para el sistema y se deberá
proceder a su eliminación. En los aceites nuevos, es muy importante su potencial de separación de agua, de
forma que, caso de entrada al sistema, la separe rápidamente por diferencia de densidades.
El índice de desemulsión se determina poniendo en una probeta cilíndrica 27 cc del aceite a analizar y 53 cc
de agua destilada. A continuación los líquidos se someten y mantienen a la temperatura de 54,4 °C para los
aceites poco viscosos y para los viscosos 82,2 °C. Mediante una probeta rectangular de 120 x 20 x 1,5 mm,
girando a 1500 rpm, se agita la mezcla durante 5 min.
Una vez terminado el batido, se anota cada 60 s el volumen de aceite que flota sobre la mezcla (aceite que se
separa del agua). Estas indicaciones permiten determinar el índice:
- 1 cc de aceite separado en 1 min = I60 cc/h
- 5 cc de aceite separado en 1 min = I300 cc/h

### Poder Antiespumante
El poder antiespumante se define como la facilidad con que el aire se separa del fluido para no formar burbujas, ya que el fluido no se
comportaría como una barra de acero (el fluido sería compresible). Sin embargo, todo aceite contiene aire. Las espumas se forman en los circuitos por un batido del fluido: consisten en unas esferas o glóbulos de aire, de muy diversos tamaños, que pueden provocar una discontinuidad de película lubricante, un incremento de la oxidación del aceite, una corrosión de las superficies metálicas y unas considerables diferencias de compresibilidad en el fluido hidráulico, además de formar una capa superficial que impide el normal
enfriamiento del lubricante. Por estos motivos se aditivan los fluidos con agentes antiespumantes.

### Filtrabilidad
Existen diversas pruebas sobre las características que debe presentar un fluido frente a un filtro. La filtrabilidad es la capacidad o facilidad que presenta un fluido a ser filtrado. Según el tipo de medio filtrante y la temperatura de trabajo, la presencia de agua u otros aditivos puede reducir notablemente la filtrabilidad del aceite.

### Cambio Volumétrico
El coeficiente de dilatación del aceite es relativamente grande; este factor se ha de tener muy en cuenta cuando se trate de instalaciones con un gran volumen de aceite y en los componentes o sistemas estancos (el aceite se mantiene presurizado en un elemento o línea durante un largo período). El incremento del
volumen por cada 10.º de incremento en la temperatura, es de un 0,7 % aproximadamente.

### Compresibilidad
En la mayoría de aplicaciones no es necesario considerar la compresibilidad de fluido; sin embargo, en algunas circunstancias este factor debe ser considerado para evitar posibles problemas de funcionamiento del sistema:
- Gran distancia entre el elemento de control y el receptor.
- Cilindros de largos recorridos con bajas velocidades.
- Accionamiento de cilindros paralelos o motores en rotación con cargas desiguales.

### Especificaciones
En el mundo existen diferentes especificaciones para los aceites hidráulicos. En Europa, se utilizan principalmente las normas DIN 51524 para la clasificación de los aceites hidráulicos modernos. Según la norma hay las siguientes categorías: H, HL, HLP y HVLP.
- H: Estos aceites no contienen aditivos activos específicos y se asemejan a los aceites lubricantes según la DIN 51 517. Su uso es hoy en día bastante raro.
- HL: Según la DIN 51 524, Parte 1, estos aceites están enriquecidos con componentes que mejoran la protección contra la corrosión y la resistencia al envejecimiento. Diseñados para presiones de hasta 200 bar, cumplen con las demandas térmicas habituales.
- HLP: Estos aceites, definidos en la DIN 51 524, Parte 2, contienen sustancias que potencian la protección contra la corrosión, están dotados de aditivos de alta presión y garantizan una alta resistencia al envejecimiento. Son adecuados para ser usados a presiones de hasta y más de 200 bar y satisfacen las condiciones térmicas típicas.
- HV: De acuerdo con HVLP DIN 51 524, Parte 3, estos aceites están optimizados para fomentar la protección contra la corrosión y la resistencia al envejecimiento, minimizar el desgaste en áreas de fricción mixta y mostrar un mejor comportamiento en cuanto a viscosidad-temperatura.[2]